# Габријел Липман
Габријел Липман (фр. Gabriel Lippmann; Олериш, 16. август 1845 — Атлантски океан, 13. јул 1921) био је француски физичар, добитник Нобелове награде за физику. Рођен је у Луксембургу, у француској породици, а детињство је провео у Паризу, где је завршио Вишу нормалну школу.
Бавио се оптиком, пијезоелектричношћу, астрономијом и сеизмологијом. Изумео је процес за добијање фотографија у боји помоћу интерференције. Иако му је ово откриће донело Нобелову награду, сам процес никад није заживео.
Умро је 1921. године на броду СС Франс, приликом повратка са путовања по Сједињеним Државама и Канади.